# Perilissus
Perilissus är ett släkte av steklar som beskrevs av Förster 1855. Perilissus ingår i familjen brokparasitsteklar.

## Bildgalleri

## Dottertaxa tillPerilissus, i alfabetisk ordning[1][2]
- Perilissus albitarsis
- Perilissus alpestrator
- Perilissus amperis
- Perilissus anatinus
- Perilissus araius
- Perilissus athaliae
- Perilissus banaticus
- Perilissus bellatorius
- Perilissus bicolor
- Perilissus brischkei
- Perilissus buccatus
- Perilissus buccinator
- Perilissus cancellatus
- Perilissus cingulator
- Perilissus cingulatus
- Perilissus coloradensis
- Perilissus compressus
- Perilissus concavus
- Perilissus concolor
- Perilissus coxalis
- Perilissus decoloratus
- Perilissus discolor
- Perilissus dissimilitor
- Perilissus dubius
- Perilissus erythrocephalus
- Perilissus escazuae
- Perilissus fenellae
- Perilissus flexuosus
- Perilissus foersteri
- Perilissus galbipes
- Perilissus geniculatus
- Perilissus gilvus
- Perilissus helvus
- Perilissus holmgreni
- Perilissus impunctatus
- Perilissus luciae
- Perilissus lutescens
- Perilissus maltractator
- Perilissus maritimus
- Perilissus niger
- Perilissus nigrolineatus
- Perilissus nigropunctatus
- Perilissus nitor
- Perilissus nudus
- Perilissus orientalis
- Perilissus ovipositor
- Perilissus pallidus
- Perilissus punctatissimus
- Perilissus rubrator
- Perilissus rubropunctatus
- Perilissus rufoniger
- Perilissus rutilus
- Perilissus semifulvator
- Perilissus sericeus
- Perilissus spatulatus
- Perilissus spilonotus
- Perilissus testaceoides
- Perilissus townesi
- Perilissus triangularis
- Perilissus tripunctor
- Perilissus unguiculator
- Perilissus variator